# Хронологія подій, пов'язаних з Anonymous
Анонімус (англ. Anonymous) — інтернет-мем, децентралізована віртуальна спільнота.
Список акцій угрупування Анонімус, які висвітлювалися в українських та світових засобах масової інформації.

## 2008

### Проект «Чанологія»
Спільнота стала всесвітньовідомою після проекту «Чанологія», спрямованого проти Церкви саєнтології.

## 2012

### Операція «Звільніть Хамзу» (Free Hamza Op)
24 лютого 2012 року в Берліні перед будівлею посольства Королівства Саудівська Аравія пройшла демонстрація на захист саудівського блогера Хамзи Кашгар, якого могли стратити за три недостатньо лояльних твіти на адресу пророка Магомета. Демонстрацію організовано силами руху Anonymous.

## 2013

### Акція «Aaron Swartz»
26 січня 2013 Anonymous атакували і зламали офіційний сайт Комісії США з виконання покарань. Спільнота заявила, що взлом проведено як помсту за смерть інтернет-активіста Аарона Шварца, який покінчив життя самогубством у Нью-Йорку за два тижні до цього, 11 січня 2013 року.
Anonymous встановили контроль над сайтом рано вранці 26 січня і розмістили на головній сторінці повідомлення, в якому вказували, що США «перетнули межу» (англ. crossed a line), і погрожували опублікувати знайдену на зламаному сайті інформацію.

### Операція «Ізраїль»
7 квітня 2013 Anonymous атакували понад 100 тисяч ізраїльських сайтів. За даними Anonymous, «жертвами» хакерів стали сорок тисяч сторінок в Facebook і п'ять тисяч Twitter-акаунтів. Крім того, було зламано тридцять тисяч банківських рахунків, що належать ізраїльтянам.
Загальні збитки від атаки хакери оцінили в три мільярди доларів. Операція «Ізраїль» стала відповіддю на операцію «Хмарний стовп» (листопад 2012).

### Anonymous і Україна

#### Злам електронної пошти Віталія Кличка та його акаунтів у соцмережах
21 листопада 2013 року Anonymous Ukraine виклали у Мережу архів [Архівовано 2 січня 2020 у Wayback Machine.] (обсягом близько 900 Мб) листування зі зламаної поштової скриньки українського боксера та політика Віталія Кличка.
Водночас хакери отримали доступ до його акаунтів у соціальних мережах Facebook і ВКонтакте.